# Коса сажень
Коса сажень — староруська одиниця вимірювання, рівна 2,48 м. Спочатку коса сажень — це відстань від кінчиків пальців витягнутої вгору руки до пальців протилежної їй ноги (наприклад, від пальців витягнутої правої руки — до пальців лівої ноги.
За іншою версією [Архівовано 9 серпня 2011 у Wayback Machine.] коса сажень це гіпотенуза прямокутного трикутника зі стороною в одну сажень.
За теоремою Піфагора a ² + b ² = с ² і сажень (народний — 176 см, простий — 152 см), отримуємо
Велику косу сажень 176 ² + 176 ² = 248,09 ² і
Казенну косу сажень 152 ² + 152 ² = 214,96 ² і